# Quedlinburg
Quedlinburg er en lille by i Sachsen-Anhalt i Tyskland med ca. 22.795 indbyggere i 2005. Den ligger nord for Harzen ved floden Bode i et lille bjergområde centralt i Nordtyskland. Byen fik byrettigheder i 994.
I 1994 kom Quedlinburg på UNESCOs Verdensarvliste, Kriterium IV.

## Ekstern henvisning
- Wikimedia Commons har flere filer relateret til Quedlinburg
- Officiel hjemmeside
- Beskrivelse af Quedlinburg på UNESCOs Verdensarvsliste (engelsk)